# Dave Davies (rugby à XV)
Pour les articles homonymes, voir David Davies (homonymie) et Davies.
Pas d'image ? Cliquez ici

b Matchs officiels uniquement.
Dernière mise à jour le 5 février 2024.
William John Abott Davies dit Dave Davies, né le 21 juin 1890 à Pembroke au pays de Galles et décédé le 26 avril 1967 à Richmond, est un joueur anglais de rugby à XV ayant occupé le poste de demi d'ouverture en sélection nationale.

## Biographie
Dave Davies honore sa première cape le 4 janvier 1913 contre l'Afrique du Sud pour la seule défaite de sa carrière internationale. En effet, il reste invaincu durant ses 21 dernières sélections et ne joue pas face au pays de Galles victorieux du Tournoi en 1922. Il remporte cinq fois le Tournoi des Cinq Nations dont quatre grand chelem en 1913, 1914, 1921 et 1923. En 1920, l'Angleterre termine première ex-æquo avec le pays de Galles et l'Écosse. Il est capitaine de la sélection anglaise lors de ses onze dernières sélections de 1921 à 1923. Avec un total de 22 sélections, il est le recordman anglais des sélections à l'ouverture durant 66 ans jusqu'en 1989. 

## Palmarès
- Vainqueur du Tournoi des Cinq Nations à cinq reprises (dont quatre grand chelems) en 1913, 1914, 1920, 1921 et 1923

## Statistiques en équipe nationale
- 22 sélections
- 24 points (4 essais, 3 drops)
- Sélections par année : 5 en 1913, 3 en 1914, 3 en 1920, 4 en 1921, 3 en 1922, 4 en 1923
- Participation à six tournois des Cinq Nations (1913, 1914, 1920, 1921, 1922 et 1923)